# لويس كونا
لويس كونا (بالبرتغالية: Luís Cunha‏) هو عداء سريع برتغالي، ولد في 5 ديسمبر 1964 في لشبونة في البرتغال.

## وصلات خارجية
- لويس كونا على موقع الاتحاد الدولي لألعاب القوى (الإنجليزية)
- لويس كونا على موقع الاتحاد الأوروبي لألعاب القوى (الإنجليزية)
- لويس كونا على موقع أوليمبيديا (الإنجليزية)